# Jan II van Luxemburg-Ligny
Jan II van Luxemburg-Ligny (1392 — Guise, 5 januari 1441) was een Franse edelman en soldaat, de tweede zoon van Jan van Luxemburg-Ligny, heer van Beaurevoir en Margaretha van Brienne, gravin van Brienne. Jan zelf was graaf van Guise vanaf 1425, en graaf van Ligny vanaf 1430. Zijn broers waren Peter I van Sint-Pol († 1433) en de kanselier Lodewijk († 1433).
Zijn oudere broer Peter ontving lenen van zijn moeder, met inbegrip van het graafschap Brienne, terwijl Jan Beaurevoir ontving. Beide broers kozen de kant van de Engelsen tijdens de Honderdjarige Oorlog, en Jan voerde een aantal chévauchees uit onder regent Bedford. In 1425 veroverde hij de heerlijkheid Guise, die hij had betwist met René I van Anjou.
Filips de Goede benoemde hem in 1414 tot gouverneur van Atrecht, dat was hij tot 1418. In 1418 veroverde Jan de stad Senlis van de Armagnacs en werd toen tot militairgouverneur van Parijs (1418-1420) benoemd. 
In 1418 trouwde hij met Jeanne de Bethune († 1449), burggravin van Meaux. Ze hebben geen kinderen gekregen.
In een gevecht bij Mons-en-Vimeu in 1421 raakte hij gewond. Voor de Anglo-Bourgondische alliantie streed hij in 1423 zowel bij de belegering van Landeschie als in de Slag bij Cravant. In 1424 ontzette hij, samen met de hertog van Bedford, de stad Guise, van de troepen van de Dauphin.
Op 10 januari 1430 was hij in Brugge een van de mede-oprichters van de Orde van het Gulden Vlies.
Hij sloot zich aan bij Filips de Goede, hertog van Bourgondië, in de belegering van Compiègne in 1430. Terwijl de belegering uiteindelijk niet succesvol was, nam een soldaat in zijn compagnie (de bastaard van Vendome) op 23 mei Jeanne d'Arc gevangen, die daarna naar Beaurevoir werd gevoerd. Zijn tante, die de peettante was van koning Karel VII, zijn vijand, probeerde hem te overhalen Jeanne d'Arc niet in te wisselen voor losgeld. 
Tijdens het beleg van Compiègne raakte Jan, op 26 oktober, zwaar gewond. Twee dagen later werd het beleg opgeheven. Op 18 september 1430 overleed zijn tante Jeanne van Luxemburg (die toen samen met Jans echtgenoot leefde in Beaurevoir) tijdens een reis naar Avignon en liet hem het graafschap Ligny na. Onder druk van Engeland en Bourgondië, Pierre Cauchon en de Universiteit van Parijs, verkocht Jan uiteindelijk Jeanne d'Arc aan de Engelsen voor 10.000 pond tournais, wat resulteerde in haar dood.
Daarna bleef hij strijden tegen de koning van Frankrijk, Karel VII.
In 1435 weigerde hij de Vrede van Atrecht te ondertekenen, waarmee de oorlog tussen Bourgondië en de Franse kroon beëindigd werd. Daardoor werden zijn bezittingen geconfisqueerd
door de koning. 
Jan stierf in 1441 in Guise en werd in de Onze-Lieve-Vrouwekathedraal in Kamerijk begraven.
Bij zijn dood liet hij Guise en Ligny, aangezien hij zelf kinderloos was, en ondanks het ondertekenen van de Vrede van Atrecht aan zijn neef Lodewijk van Saint-Pol.

## Referentie
- Dit artikel of een eerdere versie ervan is een (gedeeltelijke) vertaling van het artikel John II of Luxembourg, Count of Ligny op de Engelstalige Wikipedia, dat onder de licentie Creative Commons Naamsvermelding/Gelijk delen valt. Zie de bewerkingsgeschiedenis aldaar.